# Saung Dadi
Saung Dadi is een bestuurslaag in het regentschap Ogan Komering Ulu van de provincie Zuid-Sumatra, Indonesië. Saung Dadi telt 1863 inwoners (volkstelling 2010).